# Bartošek z Drahenic
Bartošek z Drahenic (lateinisch Bartossius de Drahonice; * um 1380; † um 1443) war ein böhmischer Chronist und Verfasser des „Chronicon Bohemicum“ (Chronik der Böhmen).

## Leben
Bartošek stammte aus einer Ritterfamilie, die Lehnsgüter im Gebiet von Karlštejn besaß. In den Hussitenkriegen kämpfte er auf Seiten der katholischen Allianz. 1421 diente er in einer Einheit, die die Prager Burg zu verteidigen hatte. Nach dem Rückzug gehörte Bartošek zu den Verteidigern der Burg Karlštejn. 1426 verließ er den Dienst aus gesundheitlichen Gründen.

## Werk
Das „Chronicon Bohemicum“ ist größtenteils ein Augenzeugenbericht. Er umfasst den Zeitraum von etwa 1427 bis 1443. Obwohl die Chronik häufig als primitiv und ohne politische Weitsicht kritisiert wurde, ist die Beschreibung objektiv. Zugleich handelt es sich um die einzige böhmische Chronik aus jener Zeit.
Im Ergänzungsteil der Chronik werden mehrere historische Notizen aus den Jahren 1310–1458 vermerkt. Sie wurden vermutlich nur teilweise von Bartošek selbst geschrieben und waren wahrscheinlich Vorstudien zu einer nicht realisierten Fortsetzung der Chronik. Die Handschrift der Chronik befindet sich in der Nationalbibliothek der Tschechischen Republik in Prag.